# Бьюкес, Лорен
Лорен Бьюкес (англ. Lauren Beukes; род. 5 июня 1976[…], Йоханнесбург, Трансвааль) — южноафриканская  журналистка, писательница, автор коротких рассказов и телевизионных сценариев.

## Биография
Родилась в Йоханнесбурге. Обучалась на курсе писательского мастерства в Кейптаунском университете. В течение десяти лет работала журналистом-фрилансером, два года из них в Нью-Йорке и Чикаго. Живет в Кейптауне вместе с мужем и дочерью.

## Карьера

### Книги
Самой первой работой Лорен Бьюкес является документальная книга Maverick: Extraordinary Women From South Africa’s Past, посвященная избранным биографиям южноафриканских женщин. Книга была номинирована на премию в области научной литературы имени Алана Пэйтона в 2006 году.
Первым опубликованным романом писательницы стал киберпанк Moxyland, действие которого разворачивается в Кейптауне будущего. Спустя два года за ним последовал научно-фантастический триллер «Зоосити». Книга удостоилась Премии Артура Кларка и премии «Китчис» в номинации «Красное щупальце» (англ. Red Tentacle) за лучший роман года Попала в шорт-лист премии Британской ассоциации научной фантастики в номинации лучший роман, World Fantasy 2011, University of Johannesburg Creative Writing Prize 2010-2011, M-Net Literary Awards и Nielsen's Booksellers' Choice Award 2011. Входила в лонг-лист South Africa's Sunday Times Fiction Prize 2011. Обложка первого издания получила премию Британской ассоциации научной фантастики за 2010 год. «Зоосити», как и Moxyland, был опубликован в ЮАР издательством Jacana Publishing. На мировой рынок обе книги выпустило издательство Angry Robot, импринт Osprey Publishing.
Следующим стал роман The Shining Girls, повествующий о путешествующем во времени серийном убийце и выжившем, который сам начинает охоту на своего преследователя. Он был опубликован 15 апреля 2013 года Umuzi, импринтом издательства Random House Struik, в ЮАР, 25 апреля 2013 года компанией HarperCollins (выигравшей международные права в ходе торгов с несколькими другими издателями в Великобритании и 4 июня 2013 года Mulholland Books в США. Книга получила следующие награды: премия журнала Strand Magazine в номинации «Лучший роман по мнению критиков» премию «Триллер года» интернет-ресурса RT,, Exclusive Books' Readers Choice Award и самую престижную южноафриканскую литературную премию The University of Johannesburg Prize. Права на телевизионную адаптацию были приобретены студией Media Rights Capital (MRC) и кинокомпанией Леонардо Ди Каприо Appian Way Productions.
В июле 2014 года состоялся выход романа под названием Broken Monsters.
Также её рассказы были включены в несколько сборников рассказов, среди которых Urban 03 (издательство New Africa Books, 2003), African Road: New Writing from Southern Africa (New Africa Books, 2005), 180 Degrees: New Fiction By South African Women Writers (Oshun, 2006), FAB (Umuzi, 2007), Open: Erotic Stories from South African Women Writers (Oshun, 2008), Touch: Stories of Contact (Zebra, 2009), Home Away (Zebra, 2010) и Further Conflicts (NewCon Press, 2011).

### Журналистика
Лорен Бьюкес получила степень магистра по писательскому искусству в Кейптаунском университете, после чего двенадцать лет проработала свободным журналистом. Её статьи публиковались во множестве местных и международных журналов, таких как The Hollywood Reporter, Nature Medicine, Colors, Times LIVE, Marie Claire, Elle, Cosmopolitan и SL Magazine. В 2011 году Бьюкес начала работать литературным редактором электронного журнала Chew the Magazine.
В 2007 и 2008 гг. она была признана лучшим обозревателем Западного Кейпа в конкурсе Vodacom Journalist of the Year Awards.

### Кино и телевидение
В качестве ведущего сценариста студии Clockwork Zoo Лорен Бьюкес участвовала в создании первого южноафриканского получасового мультсериала URBO: The Adventures of Pax Afrika, а также написала 12 эпизодов шоу Florrie's Dragons для блока «Узнавайка Disney» и несколько эпизодов мультсериала Mouk французской компании Millimages.
В качестве режиссёра Бьюкес участвовала в создании полнометражного документального фильма Glitterboys & Ganglands, посвященному конкурсу красоты «Мисс Гей Вестерн Кейп» англ. Miss Gay Western Cape. Работа была представлена на различных кинофестивалях, включая кинофестиваль в Атланте и кинофестиваль Encounters, и удостоилась премии фестиваля «чёрного кино» в Сан-Диего как лучший ЛГБТ-фильм.
Совместно со сценаристами Беном Тровато и Тумисо Цукуду Бьюкес написала сценарий пилотного эпизода противоречивого сатирического шоу ZA News. Его героями были куклы, образы которых основывались на творчестве южноафриканского карикатуриста Джонатана Шапиро, известного под псевдонимом Запиро. Пилот был заказан каналом SABC, но в эфир он так и не вышел.
Адаптацией романа Бьюкес The Shining Girls в виде телесериала занимаются компании MRC и Appian Way Productions.

### Комиксы
Дебют Лорен Бьюкес в качестве сценаристки комиксов состоялся с работой All The Pretty Ponies, вошедшей в антологию Strange Adventures издательства Vertigo. Также она написала The Hidden Kingdom, сюжетную арку комикса Fairest, являющегося спин-оффом серии Билла Уиллингема Fables.

### Сборники рассказов
- Urban '03 (2003)
- African Road: New Writing from South Africa (2005)
- 180 Degrees: New Fiction By South African Women Writers (2006)
- FAB (2007)
- Open: Erotic Stories from South African Women Writers (2008)
- Touch: Stories of Contact (2009)
- Home Away: 24 Hours, 24 Cities, 24 Authors (2010)
- Pandemonium: Stories of the Apocalypse (2011)

### Другое
- Предисловие к 20-му юбилейному изданию романа Джеффа Нуна «Вирт» (2013)[35]
- Предисловие к сборнику комиксов Алана Мура The Ballad of Halo Jones[англ.] (2013)[36]